# Абација (Бергамо)
Абација (итал. Abbazia) је насеље у Италији у округу Бергамо, региону Ломбардија.
Према процени из 2011. у насељу је живело 1574 становника. Насеље се налази на надморској висини од 418 м.